# Деветинці
Девети́нці (болг. Деветинци) — село в Бургаській області Болгарії. Входить до складу общини Карнобат.

## Відомі уродженці
- Атанас Комшев (1959—1994) — болгарський борець греко-римського стилю, триразовий срібний та дворазовий бронзовий призер чемпіонатів світу, дворазовий чемпіон, дворазовий срібний та бронзовий призер чемпіонатів Європи, чемпіон Олімпійських ігор.

## Населення
За даними перепису населення 2011 року у селі проживали 53 особи, з них 50 осіб (94,3 %) — болгари.
Розподіл населення за віком у 2011 році:
Динаміка населення: